# Excoecaria acerifolia
Excoecaria acerifolia är en törelväxtart som beskrevs av Ferdinand Didrichsen. Excoecaria acerifolia ingår i släktet Excoecaria och familjen törelväxter. Inga underarter finns listade i Catalogue of Life.